# Gamera contre Guiron
Pour plus de détails, voir Fiche technique et Distribution.
Gamera contre Guiron (ガメラ対大悪獣ギロン, Gamera tai Daiakujū Giron) est un film japonais réalisé par Noriaki Yuasa, sorti en 1969.

## Synopsis
Deux garçons, Akio et Tom, se font enlever par des aliens. Les deux enfants découvrent sur la planète de glace Terra, deux belles femmes aliens ainsi que le monstre Guiron. Gamera retrouve la piste des deux garçons sur Terra et combat Gurion, tandis que les garçons tentent d'échapper aux deux aliens.

## Fiche technique
- Titre : Gamera contre Guiron
- Titre original : ガメラ対大悪獣ギロン (Gamera tai Daiakujū Giron)
- Réalisation : Noriaki Yuasa
- Scénario : Nisan Takahashi
- Production : Hidemasa Nagata
- Musique : Shunsuke Kikuchi et  Kenjiro Hirose (pour la chanson de Gamera)
- Pays d'origine : Japon
- Langue : japonais
- Genre : Science-fiction, action, aventure, kaijū eiga
- Durée : 82 minutes
- Date de sortie : 1969
  -  Japon : 21 mars 1969

## Distribution
- Nobuhiro Kajima : Akio
- Miyuki Akiyama : Tomoko
- Christopher Murphy : Tom
- Yuko Hamada : Kuniko
- Eiji Funakoshi : Dr. Shiga
- Kon Ohmura : Officier Kondo